# Renaissance (album Raya Charlesa)
Renaissance – album amerykańskiego muzyka Raya Charlesa, wydany w 1975 roku. Utrzymany jest w takim samym stylu jak wcześniejsza płyta Charlesa, A Message From the People. Dominuje na nim muzyka soulowa, a piosenki w większości poruszają społeczne tematy.
Pochodząca z Renaissance piosenka „Living for the City”, w oryginale wykonywana przez Stevie Wondera, w wersji Charlesa zdobyła nagrodę Grammy.

## Lista utworów
Lista może nie być kompletna.
1. „Living for the City”
2. „Then We’ll Be Home”
3. „My God And I”
4. „It’s Not Easy Being Green”
5. „Sail Away”